# Árabe omaní
El árabe omaní (también conocido como árabe omaní hadari) es una variedad de árabe hablado en las Montañas Al Hayar de Omán y en algunas regiones costeras vecinas. Es el dialecto árabe más oriental. Había sido hablado antes por los colonos en Kenia y Tanzania, pero la mayoría de los hablantes o todos ellos han cambiado su lengua progresivamente al idioma suajili. Hay varios dialectos distintos del árabe omaní, tales como árabe dhofari o el árabe shíji.